# Ionel Pârvu
Ionel Pârvu (Stâlpeni, 23 giugno 1970) è un ex calciatore rumeno, di ruolo centrocampista.